# Gézoncourt
Gézoncourt és un municipi francès situat al departament de Meurthe i Mosel·la i a la regió del Gran Est. L'any 2007 tenia 165 habitants.

## Demografia

### Població
El 2007 la població de fet de Gézoncourt era de 165 persones. Hi havia 66 famílies, de les quals 12 eren unipersonals (4 homes vivint sols i 8 dones vivint soles), 23 parelles sense fills i 31 parelles amb fills.
La població ha evolucionat segons el següent gràfic:
Habitants censats

### Habitatges
El 2007 hi havia 72 habitatges, 65 eren l'habitatge principal de la família, 5 eren segones residències i 1 estava desocupat. 66 eren cases i 6 eren apartaments. Dels 65 habitatges principals, 61 estaven ocupats pels seus propietaris i 5 estaven llogats i ocupats pels llogaters; 9 tenien tres cambres, 16 en tenien quatre i 41 en tenien cinc o més. 56 habitatges disposaven pel capbaix d'una plaça de pàrquing. A 30 habitatges hi havia un automòbil i a 32 n'hi havia dos o més.

### Piràmide de població
La piràmide de població per edats i sexe el 2009 era:
| Homes | Edats   | Dones |
| ----- | ------- | ----- |
| 0     | 95 o +  | 0     |
| 0     | 90 a 94 | 0     |
| 1     | 85 a 89 | 0     |
| 1     | 80 a 84 | 2     |
| 3     | 75 a 79 | 3     |
| 0     | 70 a 74 | 3     |
| 5     | 65 a 69 | 3     |
| 4     | 60 a 64 | 4     |
| 3     | 55 a 59 | 2     |
| 4     | 50 a 54 | 6     |
| 8     | 45 a 49 | 4     |
| 5     | 40 a 44 | 9     |
| 6     | 35 a 39 | 4     |
| 4     | 30 a 34 | 4     |
| 3     | 25 a 29 | 3     |
| 3     | 20 a 24 | 4     |
| 7     | 15 a 19 | 5     |
| 5     | 10 a 14 | 6     |
| 3     | 5 a 9   | 3     |
| 2     | 0 a 4   | 0     |

## Economia
El 2007 la població en edat de treballar era de 113 persones, 86 eren actives i 27 eren inactives. De les 86 persones actives 84 estaven ocupades (45 homes i 39 dones) i 2 estaven aturades (2 dones i 2 dones). De les 27 persones inactives 12 estaven jubilades, 9 estaven estudiant i 6 estaven classificades com a «altres inactius».

### Ingressos
El 2009 a Gézoncourt hi havia 67 unitats fiscals que integraven 175 persones, la mediana anual d'ingressos fiscals per persona era de 20.786 €.

### Activitats econòmiques
Dels 4 establiments que hi havia el 2007, 2 eren d'empreses de construcció, 1 d'una empresa de comerç i reparació d'automòbils i 1 d'una empresa de serveis.
Dels 2 establiments de servei als particulars que hi havia el 2009, 1 era una lampisteria i 1 empresa de construcció.
L'any 2000 a Gézoncourt hi havia 3 explotacions agrícoles.

## Poblacions més properes
El següent diagrama mostra les poblacions més properes.